# Gojōme
Gojōme (japanska: 五城目町?, Gojōme-machi) är en landskommun (köping) i Akita prefektur i Japan.  